# Asilaris bicolor
Asilaris bicolor är en skalbaggsart som beskrevs av Antonio Vives 2005. Asilaris bicolor ingår i släktet Asilaris och familjen långhorningar. Inga underarter finns listade.